# Обсерватория Лахти
Обсерватория Лахти - частная любительская астрономическая обсерватория, основанная в 1979 году в Лахти, Финляндия.

## История обсерватории
В документах от 1986 года обсерватория называется «Lahti (Salmi)».. Астрометрических наблюдений астероидов в базе данных Центра малых планет от этой обсерватории нет. Основателем и руководителем обсерватории является Juhani Salmi. Juhani Salmi - телескопостроитель и астрофотограф, любитель астрономии с 1957 года.

## Инструменты обсерватории
- 305-мм Ньютон (f/6.4) - с помощью этого инструмента проводилась съемка атласа галактик для поиска сверхновых и основного числа объектов глубокого космоса

## Направления исследований
- Поиск сверхновых
- Астрофотография
- Кометы

## Интересные факты
Недалеко от обсерватории Лахти расположены несколько обсерваторий:
- обсерватория принадлежащая «The Astronomical Association Lahden Ursa ry»: Yhdistyksen observatorio - 60°59′03″ с. ш. 25°35′31″ в. д.HGЯO[2]
- en:Ursa Observatory